# پرتره چاندوس
پرتره چاندوس مشهورترین پرتره از پرتره‌هایی است که اعتقاد بر این است ویلیام شکسپیر (۱۵۶۴–۱۶۱۶) را به تصویر می‌کشد. این پرتره که میان سال‌های ۱۶۰۰ و ۱۶۱۰ نقاشی شده است، ممکن است شالوده‌ای برای پرتره حکاکی‌شده شکسپیر باشد که در فولیوی یکم در سال ۱۶۲۳ مورد استفاده قرار گرفت. این اثر به اقتباس از سومین دوک چاندوس که پیش‌تر مالک این نقاشی بود، نام‌گذاری شده است. این پرتره در سال ۱۸۵۶ به گالری ملی پرتره لندن داده شد و به‌عنوان نخستین اثر در مجموعه آن ثبت شده است.
نمی‌توان با قطعیت مشخص کرد که چه کسی این پرتره را کشیده است یا اینکه این اثر واقعاً شکسپیر را به تصویر می‌کشد. با این حال، گالری ملی پرتره بر این باور است که پرتره مذکور احتمالاً خود شکسپیر است.